# Divisió dels comtats de Devon i Cornwall
La Divisió dels Comtats de Devon i Cornwall va ser una divisió de comtat de l'Exèrcit britànic formada el 28 de febrer de 1941. El nucli del seu quarter general provenia de personal pres del Quarter General de l'Àrea Sud-oest del Comandament Sud. Es va dissoldre l'1 de desembre d'aquell any en ser reformada en una divisió d'infanteria, sota el nom de 77a Divisió d'Infanteria.
Va tenir 3 comandants: el major general C. W. Allfrey, que només va ser-ho des de 3 dies abans de la seva formació fins a 1 dia després, el major general F. E. Morgan, des de llavors fins al 30 d'octubre; i el major general W. G. Michelmore, fins al 30 de novembre. Controlava la 203a Brigada Independent d'Infanteria, la 209a Brigada Independent d'Infanteria i la 211a Brigada Independent d'Infanteria.
Sempre va estar supeditada al VIII Cos.